# UTC+00:30
Giờ UTC+0:30 được dùng trong gia đình hoàng gia Anh, và được biết như là Giờ Sandringham. Giờ này không còn dùng từ năm 1936.
Nó cũng được dùng tại Thụy Sĩ (Giờ Bernese) cho đến khi sử dụng Giờ Trung Âu năm 1894.